# Riddiford Nunatak
Riddiford Nunatak är en nunatak i Antarktis. Den ligger i Östantarktis. Australien gör anspråk på området. Toppen på Riddiford Nunatak är 1 272 meter över havet.
Terrängen runt Riddiford Nunatak är huvudsakligen kuperad, men den allra närmaste omgivningen är platt. Trakten är obefolkad. Det finns inga samhällen i närheten. 